# Juffer Margarethagasthuis
Het Juffer Margarethagasthuis is een gasthuis in de Haddingestraat in de stad Groningen. Het hofje dateert uit 1858 en is vernoemd naar Margaretha Muller, een dochter van een van de rentmeesters van de lutherse kerk.

## Geschiedenis
Al in het begin van de zeventiende eeuw zijn er lutheranen in Groningen. Zij krijgen dan nog geen vrijheid om hun eigen diensten te houden. In de Kostersgang hebben de lutheranen een schuilkerk waar een aantal malen per jaar een predikant uit Oost-Friesland voorgaat. In 1658 krijgt de gemeente een eigen predikant, die echter in 1664 door het stadsbestuur de stad uit wordt gezet.
Bij het Gronings Ontzet in 1672 spelen Duitse troepen een belangrijke rol in de verdediging van de stad. Dat is een voorname reden om de Lutheranen toestemming te geven een eigen kerkgebouw te stichten. Het toelaten van die kerk impliceerde echter ook dat de lutherse gemeenschap zelf verantwoordelijk werd voor de zorg voor de eigen hulpbehoevenden.
Voor het kerkgebouw, dat oorspronkelijk op een binnenterrein was gebouwd, werd in twee huizen aan de Haddingestraat in de achttiende eeuw een weeshuis gesticht. Het weeshuis verloor in de negentiende eeuw zijn functie en werd deels gesloopt. In het resterende deel en in nieuwbouw achter het voormalige weeshuis werd in 1856 het gasthuis gevestigd.

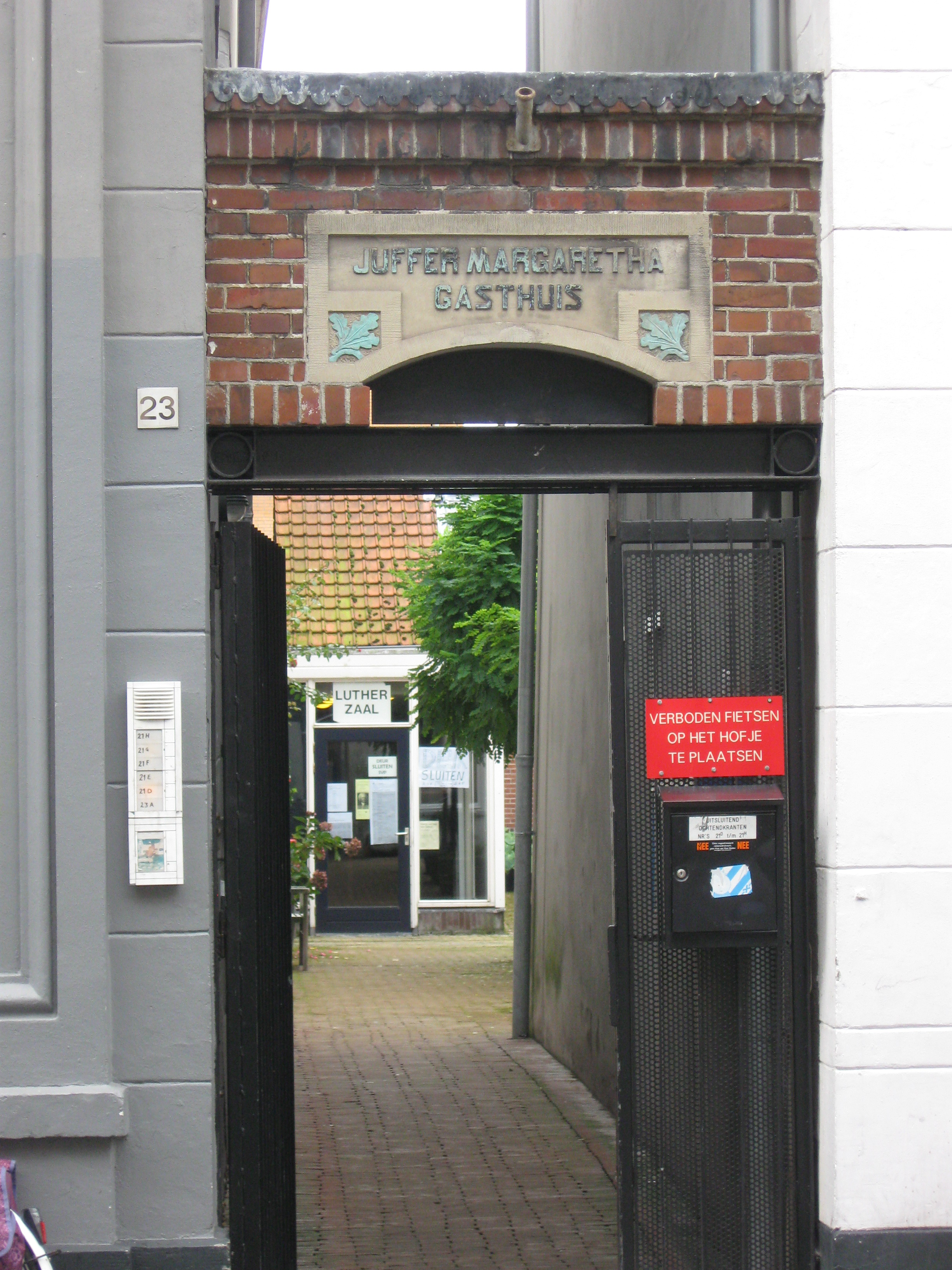
poort van het gasthuis
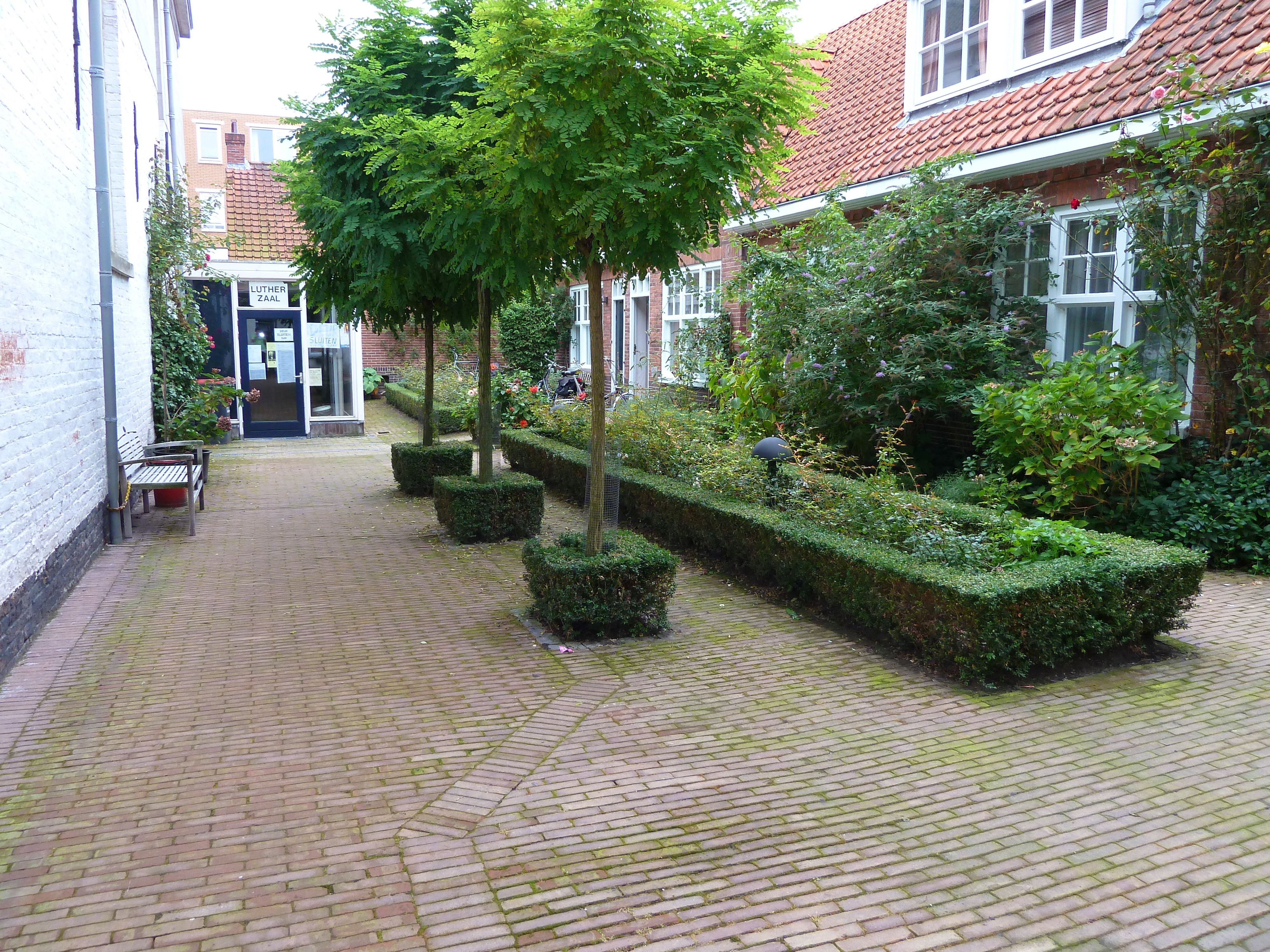
Binnenplaats met links de Lutherzaal
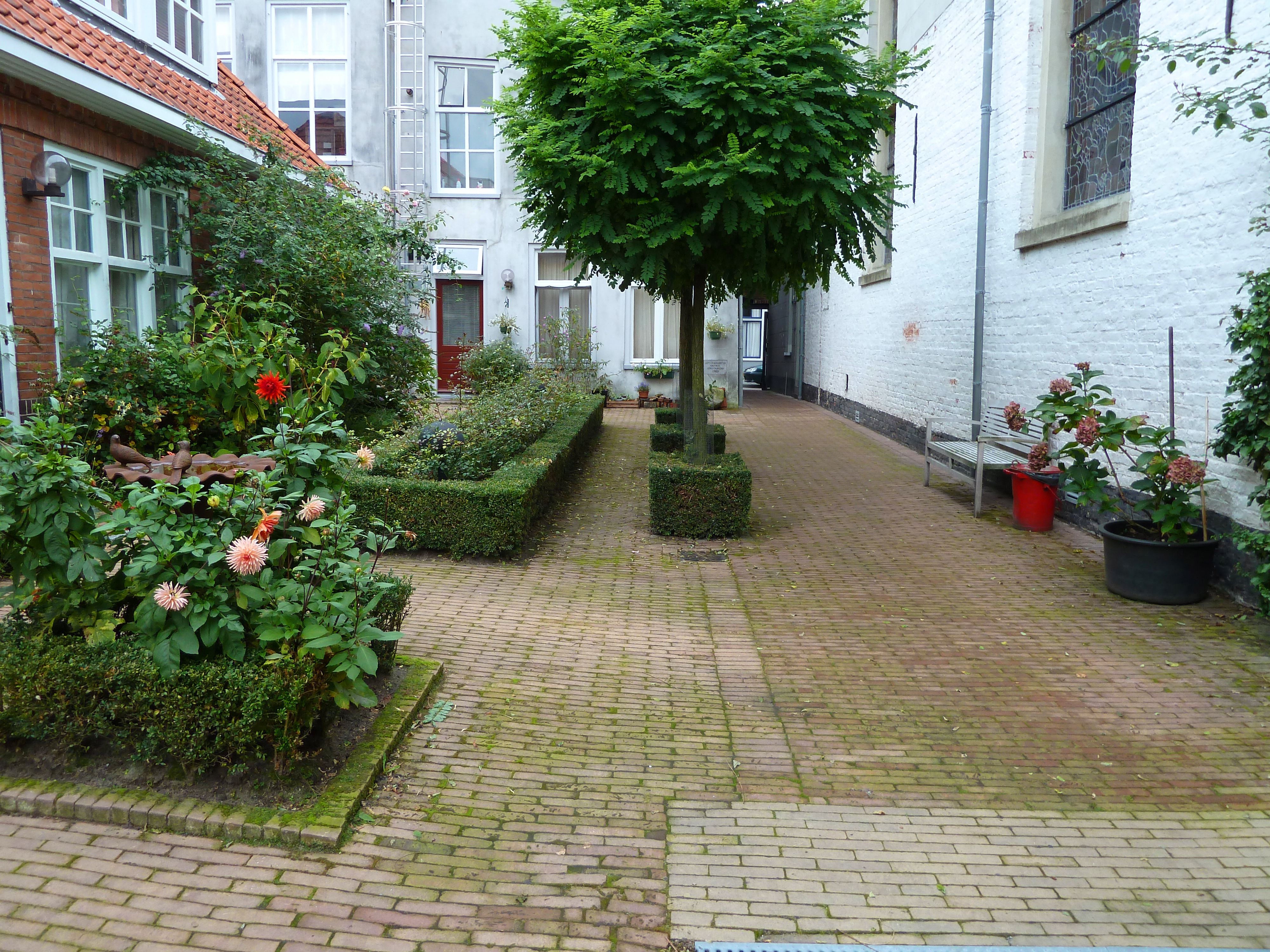
Binnenplaats van achteruit gezien

Aduardergasthuis ·
Anna Varvers Convent ·
Armhuiszitten Convent ·
Hofje Ceramstraat ·
Corneliagasthuis ·
Doopsgezind Gasthuis ·
Gerarda Gockingahuis ·
Hesselinkstichting ·
Jacob en Annagasthuis · 
Juffer Margarethagasthuis ·
Juffer Tette Alberdagasthuis ·
Jan Luitjensgasthuis ·
Mepschengasthuis ·
Middengasthuis (Kleine Rozenstraat) ·
Middengasthuis (Grote Leliestraat) ·
Latteringe Gasthuis ·
Pelstergasthuis ·
Pepergasthuis ·
Pieternellagasthuis ·
Remonstrants Gasthuis ·
Rustoord ·
Sint Anthonygasthuis ·
Sint Martinusgasthuis ·
Hofje Tellegenstraat ·
Ter Schouw-Van Sanen Stichting ·
Typografengasthuis ·
Ubbenagasthuis ·
Vrouw Fransensgasthuis ·
Vrouw Wilsoors- of Aaffien Olthofsgasthuis ·
Weldadige Stichting Ketelaar-Bos ·
Wytzes- of Schoonbeeksgasthuis ·
Zeylsgasthuis